# 东莱银行

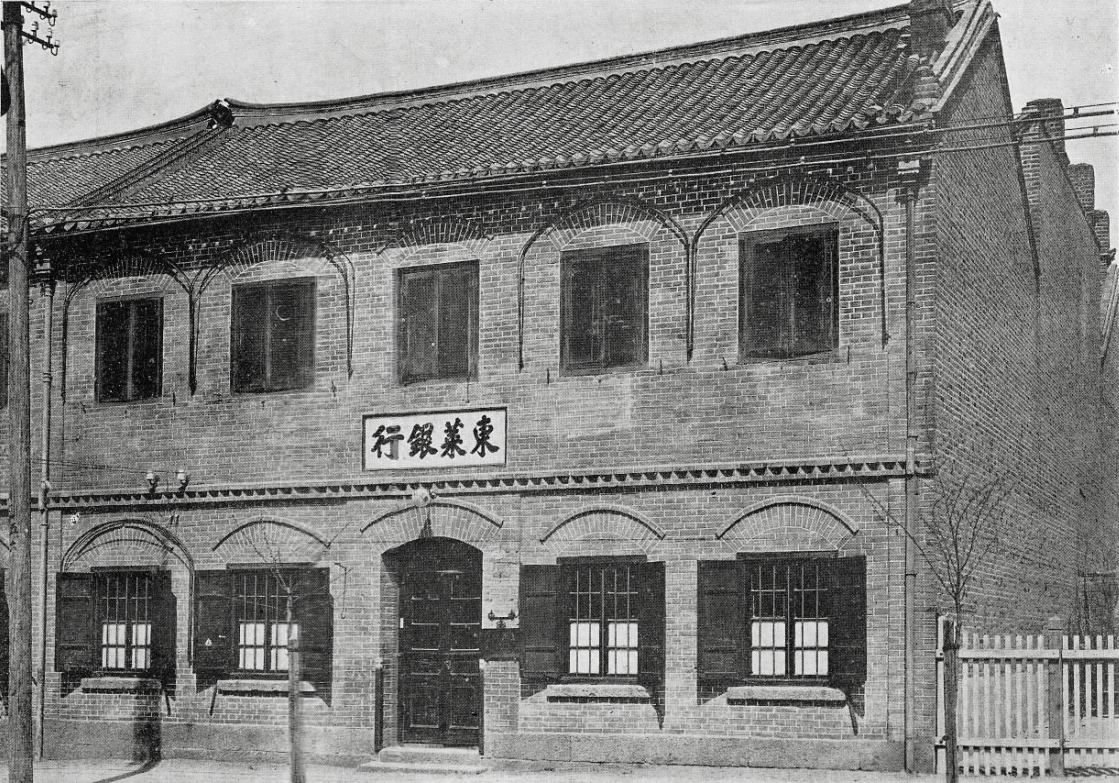
东莱银行位于青岛河南路的最初行址

东莱银行是中华民国大陆时期的一家中资私营商业银行，为富商刘子山于1918年在青岛所开办，1952年并入公私合营银行。

## 历史
1918年2月1日，山东掖县籍富商刘子山在青岛开办的东莱银行正式开业，行址位于今河南路21号，企业结构为无限公司，青岛总商会会长、前大清银行青岛分号总办成兰圃任总经理，前山东银行副行长吕月塘任经理。开业后银行效益良好，至1919年便已在中国其他城市设立多处分支机构。1920年末至1921年初，东莱银行加入中国银行副总裁张嘉璈与浙江兴业银行董事长叶景葵发起的“中国经募车债银行团”，以筹资帮助北洋政府购买铁路机车，此后曾多次参与政府借款。1921年至1922年受青岛取引所股灾影响遭受较大损失。1922年前后，青岛总行在天津路的新楼落成。1922年至1924年间，银行曾多次借款给胶澳商埠督办公署，以维持青岛地区及胶济铁路沿线治安。

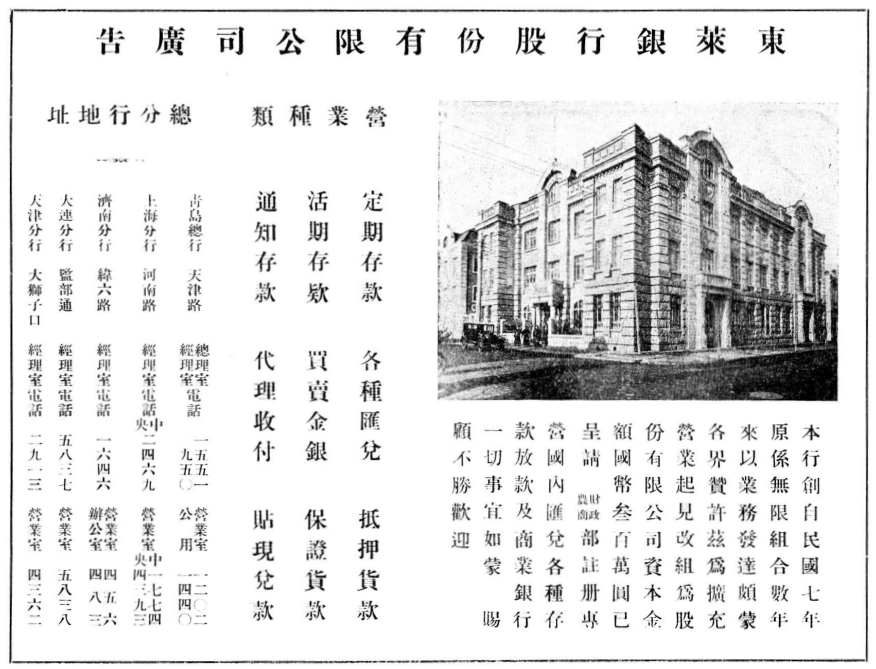
东莱银行广告，刊登于1923年班鹏志所编《接收青岛纪念写真》

1923年，东莱银行实施股份制改革，改组为股份有限公司，刘子山任董事长，刘星山、颜矩亭任监察人，成兰圃任总经理，吴蔚如任副总经理兼上海分行经理。同年刘子山曾考虑将总行迁至上海，并赴沪与吴蔚如考察市场，最终决定将总行迁至天津。1924年6月，总经理成兰圃病故，刘子山临时兼任总经理，不久由徐青甫接任。1926年春节前后，东莱银行总行迁往天津。同年在青岛投资成立安平水火保险公司。1925年至1928年张宗昌督鲁期间经济金融秩序混乱，东莱银行济南、青岛两地分行受影响较大，以至于青岛分行于1928年停业，直至1933年复业。1933年9月，东莱银行总行迁至上海。1930年代的东莱银行曾大规模投资其他工商业领域，如1933年至1937年间支持青岛国货公司、1932年参与组建经营中国征信所、1933年作为唯一一家私营银行改组的股份制银行参与建立上海票据交换所等。
1937年全面抗战爆发后，刘子山指示东莱银行各行闭关自守、紧缩业务，不与日本人合作，同时要求银行照发员工工资，以保证员工生活水准。抗战期间东莱银行业务以经营出租刘子山房产为主。1945年抗战结束后，东莱银行在董汉槎的帮助下得以在短时间内获得财政部批准继续营业。同年9月，银行增资扩股。1940年代中期刘子山以东莱银行名义组建太平船务公司，太平轮曾为旗下船舶之一，太平船务公司后因经营不善停业，太平轮被租给中联公司，太平轮沉没后东莱银行未被追究连带责任，亦未获赔偿。1948年10月，刘子山病逝于上海，董事长职务自此出缺一年有余。
1949年中华人民共和国成立后，东莱银行各分支机构因私营银行性质被允许继续营业。1950年2月，东莱银行董事会推选总经理吴蔚如任董事长，原天津东莱银行经理薛赞庭接任总经理。同年12月，吴蔚如以年老多病为由辞职。同年，全国私营银行联营联管开始，东莱银行因政府管控措施开始亏损。1952年“三反”、“五反”运动期间，东莱银行在上海被定性为“严重违法户”，原因不明。同年12月，东莱银行各分行并入各地公私合营银行，东莱银行自此实际解散。

## 各地机构及遗迹
- 青岛总行、分行：青岛东莱银行为初代总行，1926年总行迁至天津后改为分行。现存：早期行址，位于河南路21号，建于德占时期；天津路大楼，位于河南路86号，建成于约1922年，现为市南区一般不可移动文物[6]；湖南路大楼，位于湖南路39号，始建于1923年，现为市南区文物保护单位[7]。[3]
- 天津总行、分行：1919年3月天津办事处改为天津分行，1926年成为总行，1933年总行迁至上海后改为分行。现存天津东莱银行大楼，位于和平路287号，始建于1930年，现为天津市文物保护单位。[3]
- 上海总行、分行：1920年5月上海分庄改为上海分行，1933年成为总行。天津路85号上海东莱银行大楼建于1920年代末，已拆除。[3]
- 济南分行：1918年3月开业。现存济南分行旧址，位于经三路纬三路路口，现为济南市文物保护单位。[3]
- 大连分行：1921年3月开业，1931年5月前已停业，亦有档案显示1941年撤销。大连分行行址位于监部通（今长江路）二十四番地原华俄道胜银行行址，已拆除。[3]

除青岛、济南、天津、 上海、大连外，东莱银行还曾在北京、烟台、徐州、常州、苏州、镇江、无锡、蚌埠、汉口、南通和下关开设代理处。